# سیارک ۱۴۹۴۱
سیارک ۱۴۹۴۱ (به انگلیسی: 14941 Tomswift، نامگذاری:1995FY2) چهارده هزار و نهصد و چهل و یکمین سیارک کشف شده‌است که در ۲۳ مارس ۱۹۹۵ کشف شد.
قدر مطلق سیارک برابر ۲۰.۴ است.